# Rogerio Fernandes
Rogerio Fernandes (ur. 1 sierpnia 1984 w Diamantinie) – brazylijski siatkarz występujący obecnie we włoskiej Serie A, w drużynie Copra Berni Piacenza. Gra na pozycji środkowego. Mierzy 205 cm.

## Kariera
- 2004–2006 Minas
- 2006- Copra Berni Piacenza